# Paratanytarsus diversidens
Paratanytarsus diversidens är en tvåvingeart som först beskrevs av Birula 1936.  Paratanytarsus diversidens ingår i släktet Paratanytarsus och familjen fjädermyggor. Inga underarter finns listade i Catalogue of Life.